# У име љубави
У име љубави (шп. Por tu amor) мексичка је теленовела, продукцијске куће Телевиса, снимана 1999.
У Србији је приказивана 2001. на телевизији Пинк.

## Синопсис
Долазак шарматног Марка Дурана ремети мирну свакодневицу у градићу Сан Карлос. Пажњу му привлачи прелепа Марија дел Сијело, али она је заљубљена у Серхија који је вара са Брисом, њеном рођеном сестром, и она га због тога оставља. Марко јој нуди брак и она пристаје, иако још увек воли Серхија, да би омогућила Бриси да се уда за њеног бившег вереника. Почетна мржња између Марка и Марије полако прераста у љубав.

## Улоге
| Глумац:            | Улога:          |
| ------------------ | --------------- |
| Габријела Спаник   | Марија Аурора   |
| Саул Лисазо        | Марко           |
| Кати Барбери       | Миранда         |
| Херардо Мурхија    | др Серхио       |
| Роберто Вандер     | Дон Николас     |
| Иран Еори          | Мама Паз        |
| Маргарита Магања   | Бриса           |
| Хоакин Кордеро     | Лазаро          |
| Гиљермо Агилартак  | Понсијано       |
| Маурисио Аспе      | Рене            |
| Роберто Баљестерос | Сандро          |
| Клаудио Баез       | Лусијано        |
| Ајтор Итуриоз      | Агустин         |
| Исаура Еспиноза    | Алехандра       |
| Херардо Албаран    | Хулијан         |
| Грасијела Естрада  | Петра           |
| Данијел Гауври     | Маурисио        |
| Росита Боукот      | Асусена         |
| Габријела Голдсмит | Соња            |
| Алфонсо Итуралде   | Рафаел          |
| Норма Лазарени     | Аделаида        |
| Мелба Луна         | Иларио          |
| Карлос Монден      | Леонсио         |
| Малени Моралес     | Карлота         |
| Лурдес Мунхија     | Алма Мира       |
| Адријана Нијето    | Абигаил         |
| Хорхе Поза         | Давид           |
| Лурдес Рејес       | Марифе          |
| Вики Родел         | Олга            |
| Јадира Сантана     | Ракел           |
| Серхио Санчез      | Дон Елисео      |
| Ирма Торес         | Бруха (Вештица) |
| Рамиро Торес       | Хесус           |
| Лиза Виљерт        | Роксана         |
| Марлен Фавела      | Моника          |
| Хавијер Ортиз      | Пабло           |
| Клаудија Паласиос  | Росалба         |
| Карлос Брачо       | Лујевано        |
| Фатима Торе        | Флор            |
| Пилар Ескаланте    | Илда            |
| Поли               | Пилар           |